# 穆蘭主教座堂
穆兰圣母圣殿主教座堂 (法语: Basilique Cathédrale Notre-Dame de Moulins)是天主教穆兰教区的主教座堂，位于法国阿列省穆兰。已被列为法国历史古迹。

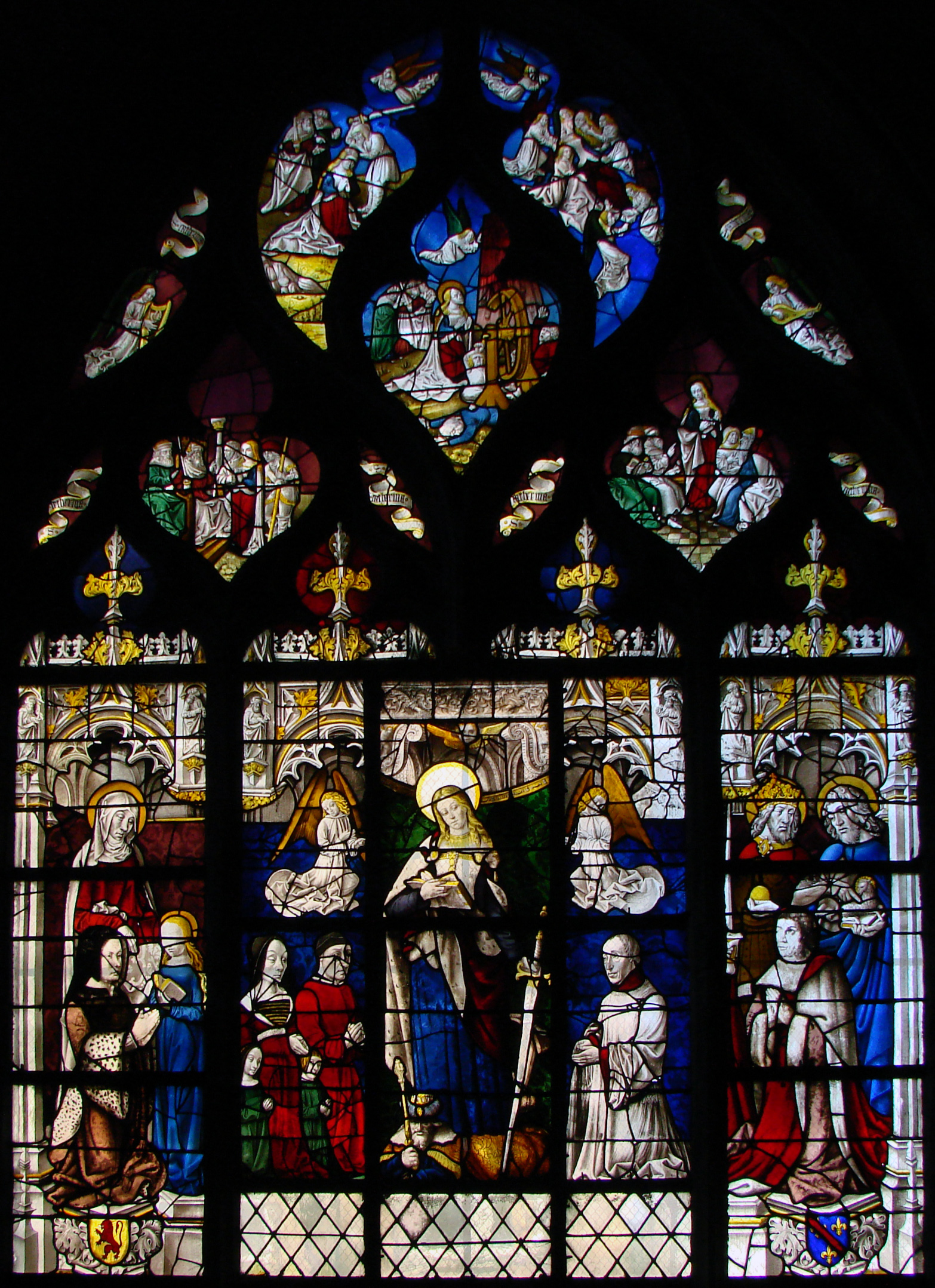
15世纪的花窗玻璃

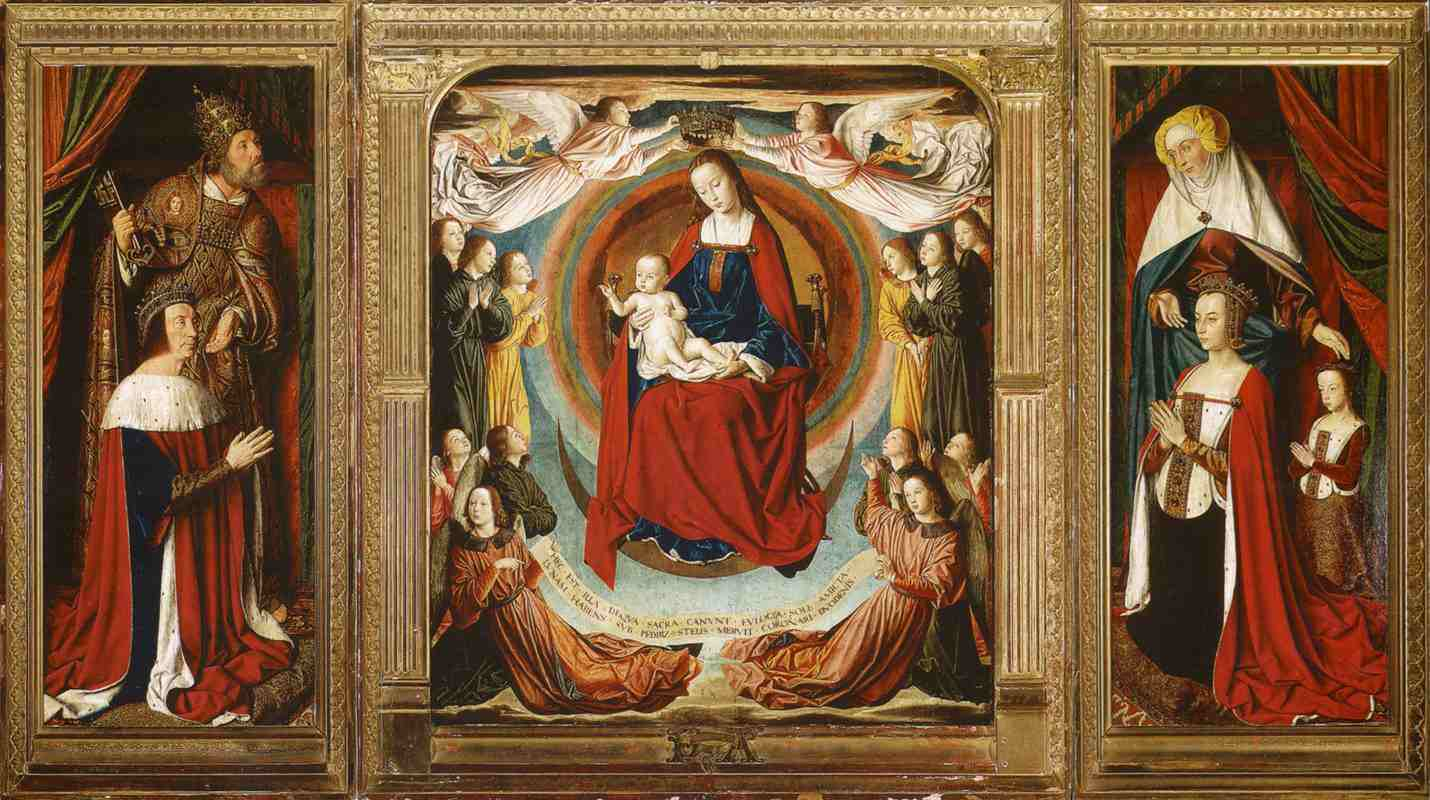
穆兰三联画

目前的教堂建于15世纪末，为火焰式风格。1822年升格为主教座堂。
堂内收藏有著名的三联画，大约1500年左右由波旁公爵出资。